# Leszek I.

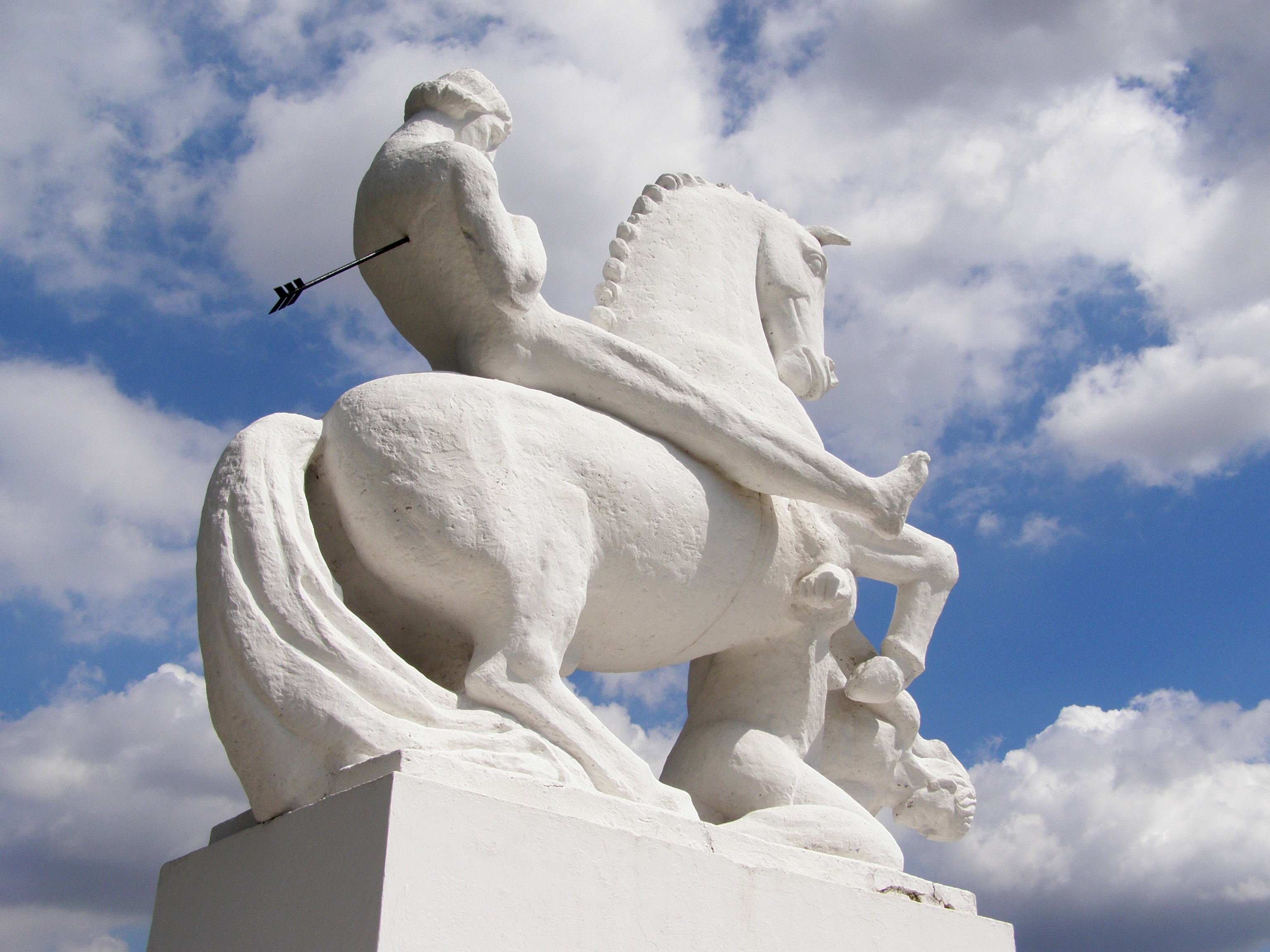
Statue von Leszek

Leszek der Weiße (polnisch Leszek I Biały; * 1186; † 23. November 1227 in Gąsawa, heute Powiat Żniński) war 1194–1227 Herzog von Kleinpolen in Sandomir, 1194–1200 Herzog von Masowien, 1199–1200 Herzog von Kujawien und in den Jahren 1194–1198, 1206–1210, 1211–1227, als Leszek I., Herzog von Kleinpolen in Krakau, folglich Seniorherzog von Polen. Leszek entstammte der Dynastie der Piasten.

## Leben
Er war ein Sohn von Kasimir dem Gerechten und strebte in Nachfolge seines Vaters ebenfalls das Amt des Seniorherzogs (Princeps) von Polen in Krakau an. Dabei hatte er seinen Onkel Mieszko den Alten, den älteren Bruder seines Vaters, zum Gegner. Er setzte sich endgültig im Jahre 1211 auf den Krakauer Thron durch. Leszek strebte die Übernahme von Teilen der Kiewer Rus an, auf die auch das Königreich Ungarn ebenso Anspruch erhob – erzielte aber keinen Erfolg.
Tragisch umgekommen ist Leszek bei Gąsawa, wo er sich mit Władysław dem Dünnbein und Heinrich dem Bärtigen zu einer Tagung traf. Während seiner Flucht nach dem Überfall des Herzogs von Pommerellen, Swantopolk II., kam er ums Leben.

## Familie
Leszek heiratete 1207 Gremislawa von Luzk. Sie hatten drei Kinder:
1. Salomea (1211/1212–1268), heiratete Coloman von Lodomerien; später von Papst Clemens X. seliggesprochen
2. Helena († 1265), heiratete Vasilko Romanowitsch[2]
3. Bolesław der Schamhafte (* 21. Juni 1226; † 7. Dezember 1279), ab 1243 Seniorherzog